# 김두한 의원 사건

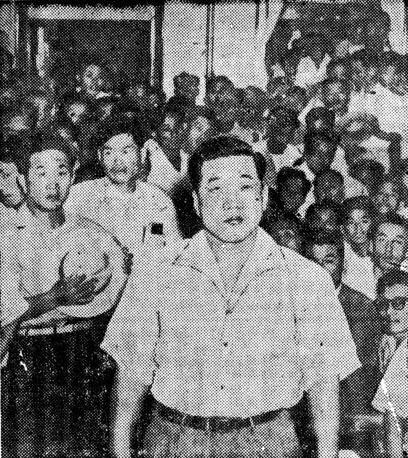
1955년 첫 공판에서 김두한. 공판을 보기위해 모여든 인산인해 방청석 모습.

김두한 의원 사건은 이승만의 대통령 종신제를 위한 의석 확보를 위해 자유당의 대한민국 제3대 총선에서 당선된 무소속 의원 포섭정책에서 김두한 의원이 선거법, 살해미수혐의, 병역법 위반으로 구속되어 2년 동안 진행되다가 1956년 1월 24일에 무죄를 선고받은 정치 조작사건이다.

## 개요
이승만의 종신제를 위한 국회 의석 확보를 위해 자유당의 무소속 의원 포섭정책에서 대한민국 제3대 총선 종로구 을구에서 무소속으로 당선된 김두한 의원이 선거법, 부하 김관철을 앞에 두고 허공에 총기를 사용한 김관철 살해미수혐의, 병역법 위반으로 5월 24일에 구속되었다. 검찰은 김관철 증인 심문할 때 "내가 너 죽이려고 했느냐"고 한 대 때려 전치 2주일 상해를 입혔다며 공무집행방해죄를 추가했다.
그러나 당시 여론과 언론에서도 사건에 대한 지지부진한 수사로 논란이 되었다. 6월 8일 구속적부심사에서 석방이 되면서 검찰은 특수 협박, 선거법, 병역법 위반으로 불구속 기소하였다.
1956년 1월 24일 서울지법 제6호 법정에서 김관철 살해미수 혐의는 어쨌든 총기를 사용한 이유로 선고유예를 하면서 사건에 대해 무죄를 선고하였다.